# 家計簿
家計簿（かけいぼ）とは、家計において一家の収入・支出などを記入する帳簿のことである。確固とした基準が無いため多種の様式が存在する。現金及び、現金同等物の収入支出の記録が主であるのでキャッシュ・フロー計算書に似ている。一般的な目的としては収入以上の買い物をしないようにし、家計を健全に保つために用いられる。

## 歴史
1904年に羽仁もと子が考案した。彼女の考案した家計簿は婦人之友社から毎年発行されている。
現在では様々なスマートフォンアプリやPCソフト、フリーソフト等が公開され、使用されている。集計をソフトが自動的に計算してくれるので、ノート式よりも手間が少ない。2023年には日頃から家計簿をつけている人のうちの約4割がアプリを使用しているという調査結果も出ている。
家計簿の歴史については、西川に詳しい。また、戦前・戦後のある一般家庭の家計簿が公開されている。

## 家計簿と簿記の違い

### 期間
- 簿記では、厳密な経営状況を記録するためのものなので、定期的に期間を定めなければならない。
- 家計簿では、家計を健全に保つためのものなので、期間を定める必要はない。

### 記帳方法
- 簿記では単式簿記もあるが、複式簿記が一般的。
- 家計簿はルールは特に無く、家計収支が分かれば良い。